# Sardis (Mississippi)
Sardis település az Amerikai Egyesült Államok Mississippi államában, Panola megyében, melynek megyeszékhelye is. Lakosainak száma 1748 fő (2020. április 1.).

## Népesség
A település népességének változása:

| 2010 | 1 703 |
| 2020 | 1 748 |